# 新飯塚駅

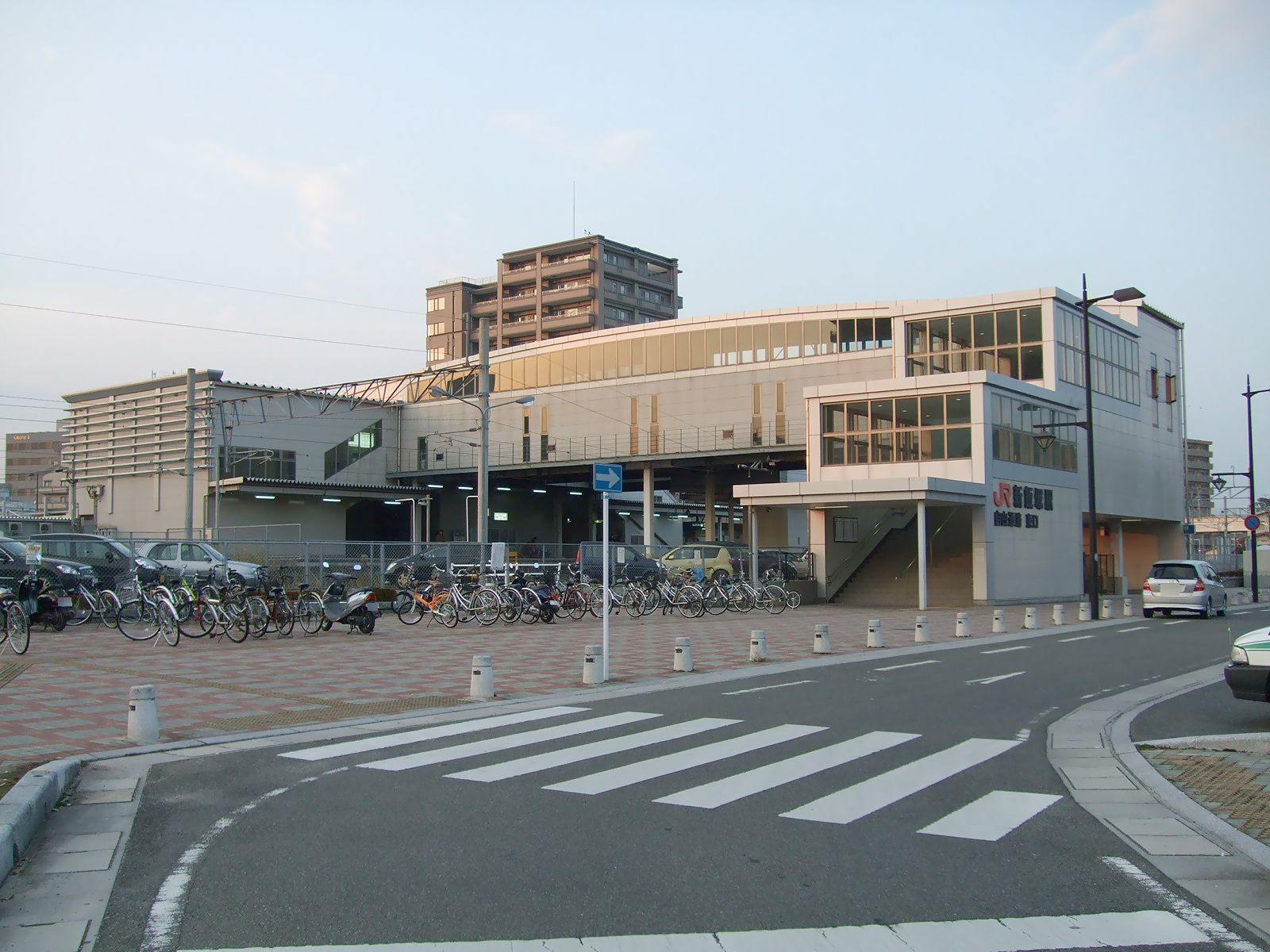
東口（2008年12月）

新飯塚駅（しんいいづかえき）は、福岡県飯塚市立岩にある、九州旅客鉄道（JR九州）の駅である。
当駅の所属線である筑豊本線と、後藤寺線の2路線が乗り入れ、接続駅となっている。後藤寺線は当駅が終点であるが、列車運行上は当駅に向かう列車が上り、当駅を出る列車が下りとして扱われる。また筑豊本線は愛称の「福北ゆたか線」の区間に含まれている。駅番号は筑豊本線がJC14、後藤寺線がJJ01。

## 歴史
- 1902年（明治35年）6月15日：九州鉄道（初代）が山野分岐点 - 上三緒駅間（後藤寺線の前身）開通と同時に貨物業務専用取扱駅の芳雄駅（よしおえき）として開設[1][2]。
- 1907年（明治40年）7月1日：九州鉄道（初代）が国有化され、帝国鉄道庁が所管[4]。
- 1920年（大正9年）5月10日：旅客業務取扱開始[2]。
- 1935年（昭和10年）2月1日：新飯塚駅に改称[1][2][5]。
- 1984年（昭和59年）2月1日：貨物の取り扱い廃止[3]。
- 1985年（昭和60年）3月14日：荷物扱い廃止[3]。
- 1987年（昭和62年）4月1日：国鉄分割民営化により九州旅客鉄道が継承[6]。
- 2000年（平成12年）9月17日：自動改札機を設置し、供用開始[7]。
- 2001年（平成13年）8月11日：2代目駅本屋が完成し橋上駅舎化[8]。
- 2009年（平成21年）3月1日：ICカードSUGOCAの利用を開始[9]。
- 2014年（平成26年）4月1日：西口に開設した「健幸交流広場」の利用を開始[10]。

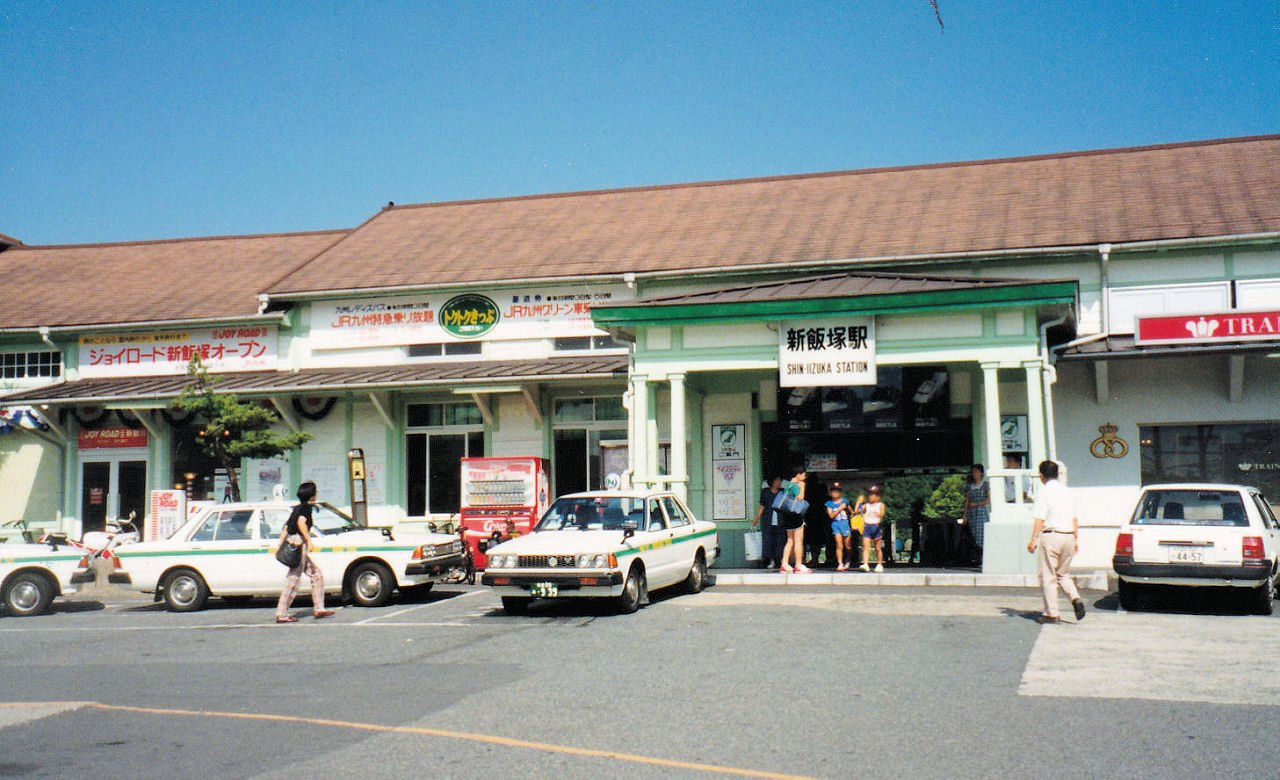
旧駅舎（1991年8月）

## 駅構造
単式ホーム1面1線と島式ホーム1面2線の合わせて2面3線を有する地上駅。直営駅で、みどりの窓口が設置されている。
基本的には、1番のりばを小竹・直方・折尾方面、2番のりばを、桂川・篠栗方面、3番のりばを下鴨生・田川後藤寺方面の列車が使用する。なお、2番のりばから田川後藤寺方面に向かう事も出来るため、早朝に回送列車ではあるが数本設定されている。
2018年3月17日のダイヤ改正により、これまで夕方のみだった当駅折り返しの列車が日中にも多数設定されるようになり、いずれの列車も折り返しが可能である2番のりばを使用している。
ホームの嵩は、1番線は電車のみの発着なので電車の高さに合わせてあるが、2・3番線は後藤寺線の気動車が発着するため、気動車の高さに合わせてある。そのため、電車とは大きな段差が生じている。開業当初からの木造駅本屋に代り2001年（平成13年）に完成した橋上駅舎は駅の西と東をつなぐ自由通路をかねており、西口と東口がある。旧来の駅舎は西口側にあった。

### のりば
| のりば | 路線         | 方向 | 行先           | 備考          |
| ------ | ------------ | ---- | -------------- | ------------- |
| 1      | 福北ゆたか線 | 上り | 直方・折尾方面 |               |
| 2      | 福北ゆたか線 | 下り | 桂川・博多方面 | 一部3番のりば |
| 3      | 後藤寺線     | -    | 田川後藤寺方面 |               |

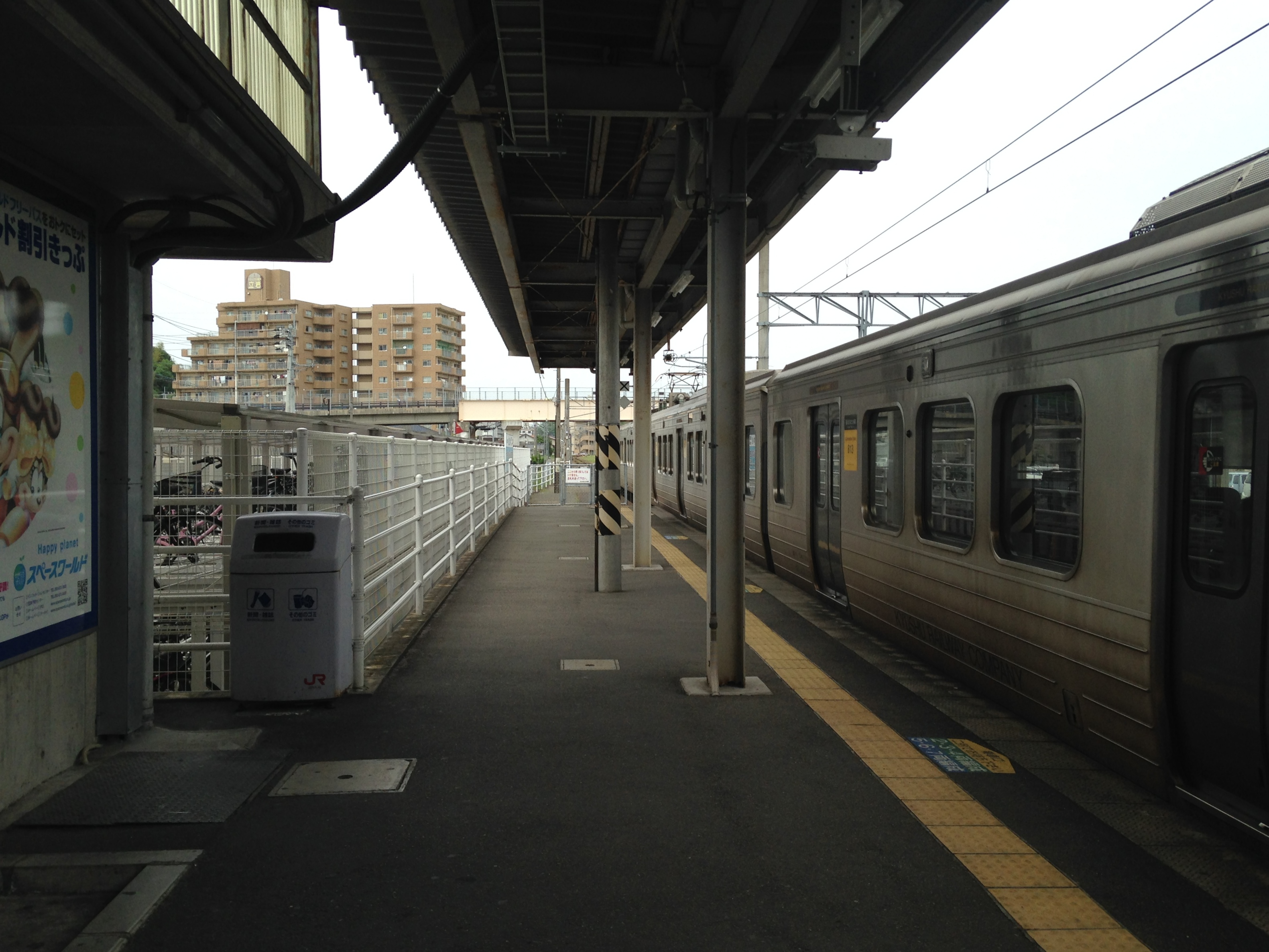
1番線ホーム（2016年5月）
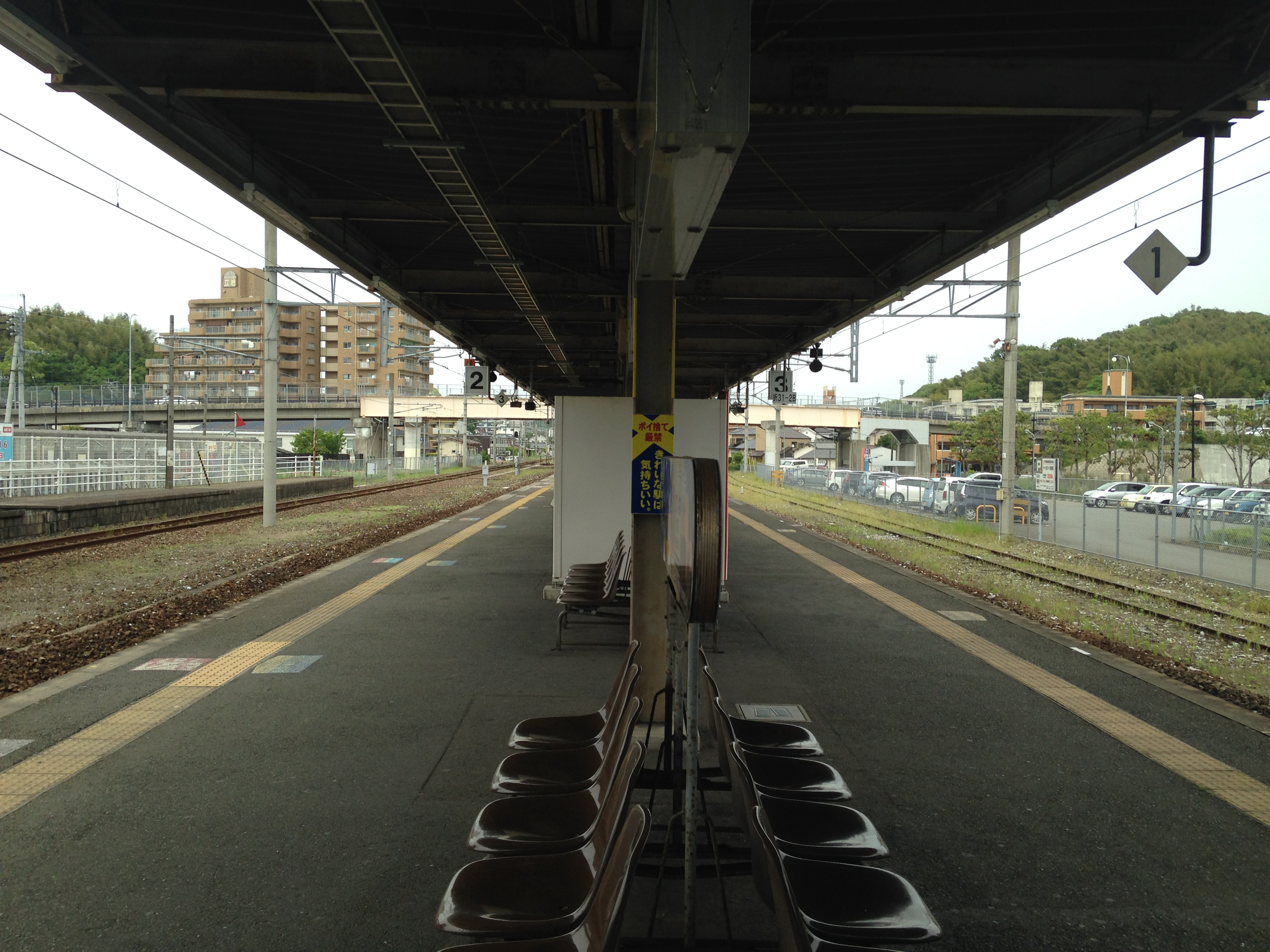
2・3番線ホーム（2016年5月）
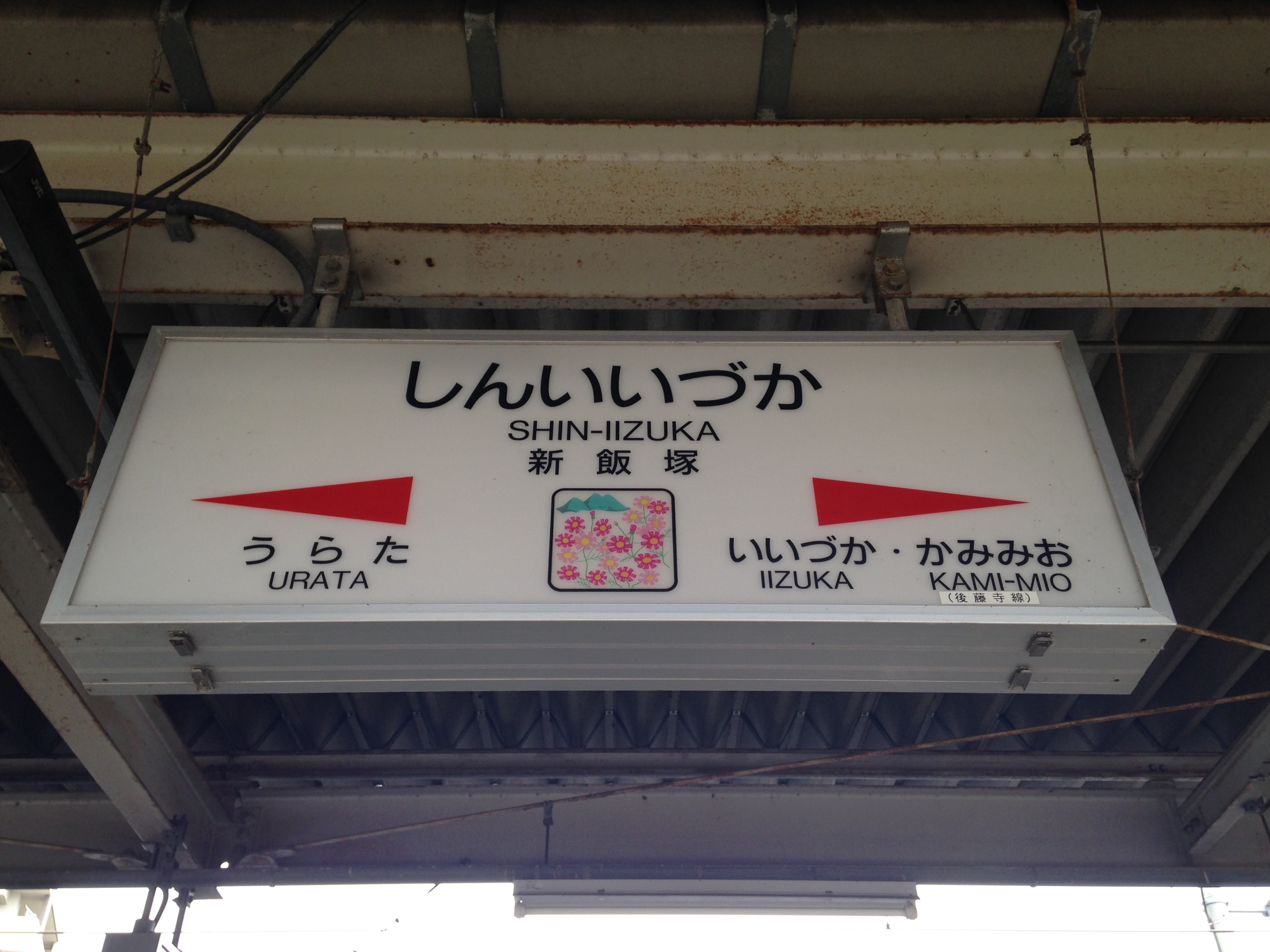
ボタ山と市の花のコスモスが描かれた駅名標（2016年5月）

## 利用状況
2020年（令和2年）度の1日平均乗車人員は2,994人である。
近年の1日平均乗車人員は以下の通り。
| 乗車人員推移 | 乗車人員推移 |
| 年度         | 1日平均人数  |
| ------------ | ------------ |
| 2007年       | 3,729        |
| 2008年       | 3,756        |
| 2009年       | 3,729        |
| 2010年       | 3,846        |
| 2011年       | 4,030        |
| 2012年       | 4,123        |
| 2013年       | 4,258        |
| 2014年       | 4,222        |
| 2015年       | 4,314        |
| 2016年       | 4,434        |
| 2017年       | 4,503        |
| 2018年       | 4,520        |
| 2019年       | 4,494        |
| 2020年       | 2,994        |

## 駅周辺
1964年（昭和39年）飯塚市役所が飯塚駅近くから新飯塚駅に移転してから、飯塚駅に代わり飯塚市の中心駅となった。以来この駅は飯塚の交通拠点として成長を遂げている。飯塚市役所は当駅から約400 m程度であるが、飯塚バスターミナル・あいタウン等のある中心繁華街は西側の遠賀川の川向こうにあり当駅から1 kmほど離れている。20世紀終盤から発展してきた住宅地「柏の森（かやのもり）」地区が近く、国道201号も近くを通っている。市内の旧伊藤伝右衛門邸へはタクシーで約10分。
駅西側、東側にロータリーがある。
- 飯塚市役所[1]
- 福岡県飯塚警察署
  - 福岡県飯塚警察署新飯塚駅前交番
- のがみプレジデントホテル
- 福岡県教育庁筑豊教育事務所
- 福岡県飯塚総合庁舎
- 日本郵便新飯塚駅前郵便局
- 飯塚病院
- 福岡地方検察庁飯塚支部
- 遠賀川
- あいタウン
- スパイシーモール新飯塚
- 西鉄バス筑豊飯塚バスターミナル
- 近畿大学産業理工学部
- 近畿大学附属福岡高等学校
- 福岡県立嘉穂東高等学校
- 飯塚高等学校
- 九州工業大学情報工学部
- 飯塚日新館中学校
- 飯塚市歴史資料館
- 飯塚信用金庫 新飯塚支店

### バス路線
誠心物流（ゆめりあバス）（宮若市乗合バス宮若・飯塚線） - 駅西口ロータリーに発着する。宮若市中心部の宮田とを結んでいる。
- 吉原町 - 新飯塚駅 - 幸袋交流センター前 - 庄司本村 - 千石峡入口 - 宮田
- 九州工業大学スクールバス（特定乗合）

西鉄バス筑豊 - 駅西口前を通る県道の路上に新飯塚駅バス停が設置されており、飯塚市内・近隣都市への路線が通っている。西鉄バスの飯塚市内における運行の拠点は遠賀川を挟んで反対側の中心市街地にある飯塚バスターミナルであり、飯塚バスターミナルに比べ発着本数・発着路線は少ない。
- 東側（駅寄り）
  - [1] 飯塚バスターミナル - 幸袋 - 柳橋  - 小竹 - 赤池工業団地（福智町）
  - [2] 飯塚バスターミナル - 西相田（伊岐須経由および九工大経由）
  - [3] 飯塚バスターミナル - 枝国二区 - 潤野下区 - 明星寺団地
  - [12] 飯塚バスターミナル - 山野 - 漆生 - 西鉄大隈（嘉麻市）
  - [特急] 飯塚バスターミナル - 篠栗北 - 蔵本 - 中洲 - 西鉄天神高速バスターミナル（堀池停車および穂波・粕屋警察署前停車）
  - [2][3][23] 飯塚バスターミナル
- 西側（県道を挟んで駅の反対側）
  - [特急] 近畿大学前 - 仁保 -(有安停車および筑豊遊園停車) -  西鉄後藤寺 - 福岡県立大学 - 香春町役場
  - [特急] 近畿大学前 - 近畿大学（学内）
  - [2] 近畿大学前 - 有井 - 仁保 - 赤坂橋
  - [3] 愛宕 - 愛宕団地集会所 - 飯塚オートレース場
  - [3] 愛宕 - 浦田 - 鯰田 - 頴田病院 - 明治坑
  - [23] 上三緒 - 鴨生 - 山野社宅・上山田
  - [2][3] 近畿大学前
  - [2][12] 西鉄飯塚営業所

## 隣の駅
九州旅客鉄道（JR九州）
 福北ゆたか線（筑豊本線）
- 特急「かいおう」停車駅

■快速・■普通
浦田駅 (JC15) - 新飯塚駅 (JC14) - 飯塚駅 (JC13)
 後藤寺線
■快速
新飯塚駅 (JJ01) → 田川後藤寺駅 (JJ06)
■普通
新飯塚駅 (JJ01) - 上三緒駅 (JJ02)